# Антошкино (Новосибирская область)
Антошкино — посёлок в Куйбышевском районе Новосибирской области. Входит в состав Новоичинского сельсовета.

## География
Площадь посёлка — 22 гектара.

## Население
| 2002 | 2007 | 2010 |
| ---- | ---- | ---- |
| 24   | ↘20  | ↘13  |

## Инфраструктура
В посёлке по данным на 2007 год отсутствует социальная инфраструктура.